# 平沢敦士
平沢 敦士（ひらさわ あつし、1973年1月12日 - ）は、日本の作曲家、編曲家。株式会社デイブレイクワークス所属。

## 来歴
長野県出身。高校の頃より独学でギターを学び、上京後にバンドを結成。約3年間のバンド活動の末、クラブ系中心のソロ活動を開始。西麻布イエロー等のイベントに参加する。その後、1998年に作曲家としてデビュー。聴く者の耳に馴染みやすいポップな切り口を持ちつつも、どこか毒を感じさせる作風はCMのみならず、劇伴音楽や、ゲーム、アニメ音楽等、幅広く受け入れられている。

## 主な作品

### 映画
- 黄金を抱いて翔べ（2012年）
- ジャッジ!（2014年）
- サムライソードフィッシュ（2022年）

### テレビ
- 山田太郎ものがたり（2007年 TBS）
- 天国で君に逢えたら（2009年 TBS）
- 最後から二番目の恋（2012年 フジテレビ）
- ビューティフルレイン（2012年 フジテレビ）
- 私が黄金を追う理由〜映画「黄金を抱いて翔べ」スペシャルドラマ〜（2012年 BeeTV）
- 最後から二番目の恋 2012秋（2012年 フジテレビ）
- あぽやん〜走る国際空港（2013年 TBS）
- 三匹のおっさん（2014年 テレビ東京）
- 続・最後から二番目の恋（2014年 フジテレビ）
- 三匹のおっさん2（2015年 テレビ東京）
- 僕らプレイボーイズ 熟年探偵社（2015年 テレビ東京）
- ユニバーサル広告社〜あなたの人生、売り込みます!〜（2016年 テレビ東京）
- 三匹のおっさん3（2017年 テレビ東京）
- あなたにドロップキックを（2017年 NHK総合）
- ボキャブライダー on TV（2017年〜 NHK教育）
- パンセ（2017年 テレビ東京）
- 感情8号線（2017年 フジテレビ）
- Love or Not（2017年 フジテレビ）
- 娘の結婚（2018年 テレビ東京）
- Love or Not2（2018年 フジテレビ）
- それを愛とまちがえるから（2019年 WOWOW）
- おとうちゃんといっしょ（2021年 NHKラジオ）
- アイのない恋人たち（2024年 朝日放送テレビ）
- ススキノ・インターン〜マーケ学生ユキナの、スナック立て直し記〜（2025年 北海道テレビ放送）
- 続・続・最後から二番目の恋（2025年 フジテレビ）

### アニメ
- いっぽんぽん（2009年 TBS）
- きグルみっく☆V3（2009年 OVA）
- ミルクチャポン～みんなのMILK JAPAN～（2011年 BeeTV）
- アブソリュート・デュオ（2015年）[1]
- うちのウッチョパス（2018年~2021年 NHK教育）

### 楽曲提供
- 松原剛志（Project.R）
  - キュータマダンシング！（「宇宙戦隊キュウレンジャー」エンディング主題歌）
- AKB48
  - 「洗濯物たち」

### 楽曲編曲
- Leola
  - The way
- Flower
  - カラフル(jazz ver.)
- 遠藤舞
  - Lily（1st Single「Today is The Day」）
- 平原綾香
  - ケロパック<HIRARA Remix @ ケロン星>（22nd Single「ケロパック」）
  - ダンスリミックス（限定販売 Single「ラヴ・ラプソディー」）
- 渡り廊下走り隊
  - 骨折ロマンス（1st Album「廊下は走るな!」）
- アイドリング!!!
  - Like a Shooting Star Puru-lele Ver.（2nd Album「Petit-Petit」）
- KAT-TUN
  - SIX SENSES（3rd Album「KAT-TUN III -QUEEN OF PIRATES-」）[2]

### その他
- 日清食品 × nendo（代表:佐藤オオキ ）「REVERTH / REBIRTH カップヌードル」（2013年、音楽） [3]